# Mühlenstraße 194 (Mönchengladbach)

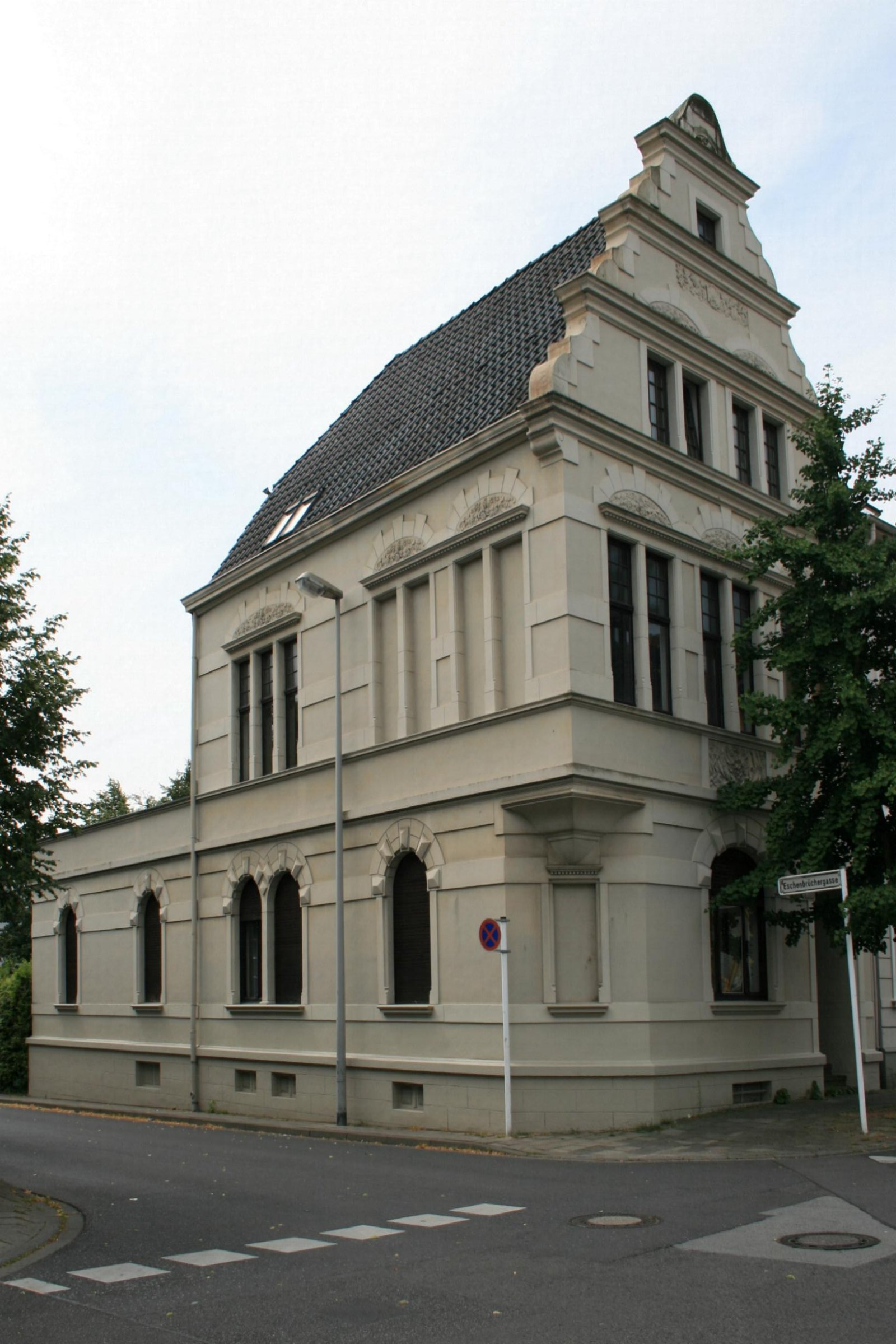
Wohneckhaus (2010)

Das Wohnhaus Mühlenstraße 194 steht im Stadtteil Rheydt in Mönchengladbach (Nordrhein-Westfalen).
Das Gebäude wurde 1901/02 erbaut. Es wurde unter Nr. M 029 am 15. Dezember 1987 in die Denkmalliste der Stadt Mönchengladbach eingetragen.

## Lage
Die alte Mühlenstraße verbindet die Friedrich-Ebert-Straße mit dem Stadtteil Geneicken.

## Architektur
Das Haus Nr. 194 bildet mit den Häusern Nr. 192 und 190 eine erhaltene Dreiergruppe. Das 1901/02 entstandene Eckhaus bildet seine Hauptschauseite über drei Geschosse und großem Giebel zur Mühlenstraße hin aus, zur Eschenbrüchergasse zeigt es zwei Stockwerke sowie einen einstöckigen Anbau. Diese Nebenschauseite ist traufständig.
Das insgesamt wohlbewahrte, erhaltene Bauwerk ist innerhalb der Dreiergruppe ein schönes Beispiel historistischen Bauens. Als typisch für Entstehungszeit und -ort ist es erhaltenswert.